# Parteniusz (patriarcha Jerozolimy)
Parteniusz (ur. 1685, zm. 1770) – prawosławny patriarcha Jerozolimy w latach 1737–1766.